# Kanggye
Kanggye es la capital provincial de Chagang, Corea del Norte y cuenta con una población de 209.000. Debido a su importancia estratégica, derivada de su topografía, ha sido de interés militar desde la época de la Dinastía Joseon (1392-1910). Kanggye se encuentra en el punto de fusión de cuatro ríos, incluyendo el río Changja.
Durante la guerra de Corea, luego de ser desplazado de Pyongyang, Kim Il Sung y su gobierno mudaron temporalmente la capital a Kanggye luego de haberla mudado inicialmente a Sinuiju.

## Cultura
La Universidad Kanggye de Educación, la Universidad Tecnológica Kanghye y la Universidad de Medicina Kanggye se encuentran en la ciudad. Lugares de interés turístico incluyen Inphung Pavilion y el monte Ryonhwa.

## Industria
Desde 1945, la industria manufacturera se desarrolló rápidamente. Kanggye tiene una importante industria minera que extrae mineral de cobre y zinc, carbón y grafito. Kanggye alberga una de las principales fábricas de procesamiento de la madera de la provincia Chagang y Corea del Norte.
La Fábrica Kanggye de Transformación de la Madera es una pequeña fábrica estatal situada en la ciudad de Kanggye. Es un productor integral de muebles modernos. Cuenta con modena maquinaria que incluye cepillos automáticos de tres y cuatro caras, pulidoras multiusos, máquinas ensambladoras, sierras ranuradoras y hornos para secado de madera.

## Fábrica General No 26
La Fábrica No. 26 es la instalación militar subterránea más grande de Corea. La fábrica produce munición que se ha exportado a Libia, Siria, Irán, Irak y Egipto. Emplea a más de 20.000 trabajadores y puede producir 126.000 cartuchos de mortero y 1,76 millones de cartuchos de munición de rifle al año. El 30 de noviembre de 1991, hasta mil personas murieron luego de una explosión masiva en la fábrica. Otras fuentes calculan que el número de víctimas mortales es seis veces mayor o más según las afirmaciones de los sobrevivientes del incidente.

## Transportes
Kanggye es un centro de transporte, conectada a otras ciudades por carretera, ferroviario y aéreo. Se encuentra en el cruce de la Kanggye y Líneas Manp'o. Además, las carreteras que conectan a Pyongyang y otros lugares. La ciudad está situada cerca de una base aérea militar y civil de doble propósito.